# Jakob Melchinger
Jakob Melchinger (* 23. April 1867 in Unterensingen; † 26. Februar 1946) war ein württembergischer Landwirt und Politiker (WBWB).

## Familie
Jakob Melchinger war der Sohn des Landwirts Gottlob Friedrich Melchinger (1827–1896) in Unterensingen und der Friederike Stumpp (1833–1905). Er hatte drei Geschwister. 1895 heiratete er Juliane Sarah Strobel (1875–1955), sie hatten sechs Kinder.

## Beruf
Melchinger war Landwirt in Unterensingen und gehörte dort auch dem Gemeinderat an.  Er war Mitglied im Württembergischen Bauern- und Weingärtnerbund, von 1920 bis 1933 war er außerdem Mitglied der Württembergischen Landwirtschaftskammer.

## Politik
Von 1920 bis 1928 war Jakob Melchinger für den Wahlkreis Nürtingen-Kirchheim-Urach Mitglied des Landtags des freien Volksstaates Württemberg. 